# كريستوف لانغ
كريستوف لانغ (بالألمانية: Christoph Lang) هو لاعب كرة قدم نمساوي، ولد في 7 يناير 2002.

## وصلات خارجية
- كريستوف لانغ على موقع قاعدة بيانات كرة القدم.إي يو (الإنجليزية)
- كريستوف لانغ على موقع Soccerway.com (الإنجليزية)
- كريستوف لانغ على موقع عالم كرة القدم.نت (الإنجليزية)